# Municipio de Elizabeth City
El municipio de Elizabeth City (en inglés: Elizabeth City Township) es un municipio ubicado en el  condado de Pasquotank en el estado estadounidense de Carolina del Norte. En el año 2010 tenía una población de 11.741 habitantes.

## Geografía
El municipio de Elizabeth City se encuentra ubicado en las coordenadas 36°17′47.56″N 76°13′19.76″O / 36.2965444, -76.2221556.